# آلیدا گوارا

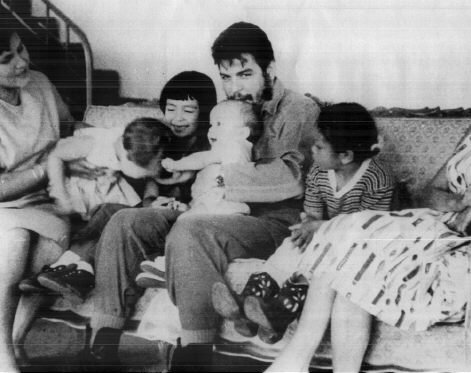
خانواده گوارا ۱۹۶۳

آلیدا گوارا مارچ (اسپانیایی: Aleida Guevara March‎؛ زادهٔ ۲۴ نوامبر ۱۹۶۰) اهل کوبا و اولین دختر از چهار فرزند چه گوارا و همسر دومش، آلیدا مارچ است.
او دکترای پزشکی و مانند پدرش یک مارکسیست است. گوارا در بیمارستان کودکان ویلیام سولر در هاوانا به فعالیت مشغول است و همچنین به عنوان پزشک در آنگولا، اکوادور و نیکاراگوئه کار کرده‌است. او در مورد فلسفه مراقبت سلامتی همگانی با مایکل مور در فیلم سیکو مصاحبه کرده‌است.
گوارا طرفدار حقوق بشر و توقف رشد بدهی کشورهای در حال توسعه است. او نویسنده کتاب چاوز، ونزوئلا و آمریکای لاتین جدید است.